# Casa Mário de Andrade
A Casa Mário de Andrade é um imóvel na cidade de São Paulo tombado pelo CONDEPHAAT (Conselho de Defesa do Patrimônio Histórico, Arqueológico, Artístico e Turístico) e CONPRESP (Conselho Municipal de Preservação do Patrimônio Histórico, Cultural e Cultural da cidade de São Paulo), onde viveu um dos principais escritores e intelectuais do Modernismo e da Semana da Arte Moderna no Brasil, em 1922, Mário de Andrade (1893-1945).
O imóvel situado na rua Lopes Chaves, 546 na Barra Funda e projetado por Oscar Americano no início da década de 1920, é um sobrado geminado em estilo eclético, em alvenaria de tijolos.
Mario de Andrade viveu na casa de 1921 até 1945, quando faleceu. Costumava receber no sobrado, às terças-feiras, Tarsila do Amaral, Oswald de Andrade, Anita Malfatti e Menotti del Picchia, formando o Grupo dos Cinco (intelectuais que defendiam os ideais da Semana de Arte Moderna).
Atualmente, pertence à Secretaria de Estado da Cultura e, desde 1990, funciona como a Oficina da Palavra, ou, pelo novo nome, Oficina Cultural Casa Mário de Andrade, cuja programação é voltada para o teatro e literatura. Desde 2015, a casa se tornou um museu onde são expostos seus óculos, cartas inéditas, sua pasta de couro e outros itens característicos de Mario de Andrade.
A Casa foi reaberta no aniversário de 70 anos de sua morte.

## Mário de Andrade
Nascido 9 de outubro de 1893 em São Paulo, filho de Carlos Augusto de Moraes Andrade e Maria Luísa Leite Moraes Andrade, Mário de Andrade graduou-se no Conservatório Dramático e Musical De São Paulo. Seu ofício com literatura se iniciou cedo com críticas redigidas à veículos de comunicação. Durante sua vida, Mario foi professor de piano, músico, crítico em revistas e jornais, romancista, compositor, poeta, pesquisador e contista. Além disso, fundou a Sociedade de Etnografia e Folclore, trabalhou em diversos cargos públicos, como por exemplo, diretor do Departamento Municipal de Cultura de São Paulo. Também, viajou pelo Brasil todo para conhecer e fazer pesquisas, ou seja, descobriu canções populares, lendas, músicas indígenas, festas religiosas e outros.  Mário lecionou durante um período de tempo na Universidade Do Distrito Federal (no Rio de Janeiro) e operou vários cargos públicos relacionados à cultura, participando também de importantes revistas modernistas como: "Klaxon", em que publicava poemas e críticas ao âmbito artístico, " Estética" e "Terra roxa e Outras terras".
Mario de Andrade ganhou reconhecimento literário por ter participado do Modernismo no Brasil, ajudando a organizar a Semana de Arte Moderna, que ocorreu do dia 13 à 18 de fevereiro do ano de 1922 no Teatro Municipal de São Paulo, quando publicou um livro que marca o início do novo movimento: Paulicéia Desvairada. No livro, Mario faz uma análise da sociedade paulista do início do século XX, que passava por um período de transição, se tornando cada vez mais urbana. Apesar disso, sua obra mais importante foi Macunaíma, que retrata o povo brasileiro sem tentar heroizá-lo.
Mario faleceu de um ataque cardíaco, vítima de um enfarto do miocárdio, aos 51 anos, em São Paulo, no dia 25 de fevereiro do ano de 1945, e foi enterrado no Cemitério da Consolação, localizado na região central da cidade.

## Cultura
A Casa tem uma programação cultural que abrange desde objetos pessoais de Mário de Andrade, como moveis antigos, réplicas a uma coleção de exposições de pensamentos do autor paulistano que se conservou durante sua vida.
Mário de Andrade mudou-se para a casa da Rua Lopes Chaves em 1921, quando sua mãe, já viúva, adquiriu o sobrado após vender a casa da família no Largo do Paiçandu. Para o escritor a casa era como um abrigo, um ambiente particular para sua privacidade pessoal, entretanto, ao mesmo tempo tinha um aspecto social, pois era em sua residência que o autor recebia a visita de amigos e colegas para eventos e festividades. Ele viveu ali até 1945, quando morreu.
É importante ressaltar que essa oficina é totalmente temática, pois sua estrutura e eventos são todos voltados para o jornalismo, para estudar e criar críticas de vários gêneros literários e para escrever e interpretar textos. Além disso, há palestras, saraus, depoimentos de escritores, lançamentos de livros e mostras de filmes. 
Há diversos nomes importantes que passaram pela Oficina, entre eles temos: João Silvério Trevisan, Ignácio de Loyola Brandão, José Simão, Caio Fernando Abreu, Lygia Fagundes Telles, Marcos Rey, João Cabral de Melo Neto, Renata Pallotini e Ivan Ângelo.

### Atualidade
Em abril de 2017, foi inaugurado o projeto "O berço do samba", em comemoração aos 80 anos dos estudos de Andrade sobre o samba em São Paulo e suas origens. A exposição conta com imagens históricas e shows musicais, incluindo fotos de Inocêncio Tobias e sua família, homenageando o líder do grupo Mocidade Camisa Verde e Branco. Entre as apresentações, o musical “O Berço do Samba Paulista no bairro da Barra Funda – Ala dos Compositores” será exibido com o intuito de registrar e contar a história do gênero musical e de sua importância para a formação das escolas de samba, possuindo em seu repertório as composições estudadas por Mário de Andrade em seu texto "Samba Rural Paulista". Para dar início ao evento, mostras de fantasias de mestre-sala e porta-bandeira foram exibidas ao público, com narração do presidente da Federação das Escolas de Samba e Entidades Carnavalescas de SP, Mestre Gabi.

### Programação
A Casa Mário de Andrade fornece ateliês literários, de desenho, música, workshops, exposições e com vasta programação cultural.
As dinâmicas são todas gratuitas e as inscrições são feitas por meio do site - Oficinas Culturais (www.oficinasculturais.org.br), com o prazo estipulado até o primeiro dia de cada aula.

## Arquitetura da Casa
Na década de 20, a casa era considerada simples e de alguém de poucas posses, possuindo um caráter diversificado de arquitetura. No jardim, uma estátua de metal com 300 quilos e sete metros de altura do artista decora e ornamenta a parte externa da casa. A obra foi realizada a partir de um desenho do Mario feito pela Beatrix Scherman (norte-americana). O desenho faz parte atualmente do acervo do Instituto de Ensino Brasil-Estados Unidos (IEB) (Instituto de Estudos Brasileiros). 
Logo na entrada, o visitante visualiza uma escultura que imita seus óculos redondos e um armário com muitos objetos pessoais quer pertenciam a Mario, como por exemplo sua carteira de trabalho, um caderno de finanças e seus documentos eleitorais. Mais para frente, a esquerda da entrada, há uma grande sala com várias cadeiras, local onde ocorre os principais eventos. . 
Ainda no primeiro andar, há uma biblioteca onde Mario tocava e dava suas aulas de piano. Neste mesma sala há livros arquivados em uma grande estante (disponíveis para leitura), um piano no centro e desenhos de partituras como papéis de parede. Porém, é importante citar que os livros presentes não pertenciam à coleção original, são na realidade obras ligadas ao Mario e aos modernistas. Sem sair do primeiro andar, encontramos uma outra sala (próxima a biblioteca) com diversos retratos das fases de Mario; Vídeos feitos por ele em visita ao Peru, a Bolívia, a Minas Gerais e a Belém; Um programa feito durante a Semana de Arte Moderna; E postais enviados para ele por amigos. 
Já no segundo andar, há outras diversas salas. Dentre elas, uma contém materiais multimídias com vídeos da vida e das obras do autor. Já as outras se assemelham a salas de aula, onde são realizados oficinas e cursos. 
Logo ao lado da casa, um galpão anexo foi erguido e hoje em dia abriga peças, filmes, espetáculos, exposições e shows que são realizados. 

### Restauração
A mãe de Mario, Maria Luísa, inicialmente comprou três sobrados, um ao lado do outro. Ela moraria na primeira, o seu filho mais velho na segunda e na terceira seu filho do meio quando ele se casasse, o que nunca chegou a acontecer. Mario morou com sua mãe, prima e tias até quando resolveu ir para o Rio de Janeiro.
Até então apenas a primeira casa das três foi restaurada, obtendo melhorias tanto na parte interna quanto na parte externa da mesma. Dessa forma, até as calçadas e os canteiros foram restaurados. O prédio foi inteiro pintado e os pisos, forros e a fiação elétrica foram todos trocados. O piano e a estante de livros que Mario usava para dar aulas também foram restaurados e atualmente são expostos na casa. Tudo isso teve como objetivo final de restaurar cômodos da casa e custou aproximadamente R$500 mil. Porém, o quarto no qual ele dormia e o estúdio em que trabalhava não participaram das reformas.
Já as outras duas casas precisarão ser desapropriadas para agregá-las novamente ao complexo cultural. Depois disso, poderão ser devidamente restauradas. Essa a única forma possível para que se possa refazer de forma completa os sistemas hidráulico e elétrico dos edifícios.
Na inauguração, o Governador Geraldo Alckmin prometeu que daria continuidade ao projeto, se comprometendo a desapropriar as duas casas e a investir nas reformas.

### Tombamento
A Casa Mario de Andrade foi tombada em esfera estadual pelo CONDEPHAAT em 1975 e em esfera municipal pelo CONPRESP em 1991.
Quando tombada, no ano de 1975, a residência tinha o seu principal foco iniciativo de ser modificar em uma casa-museu. Contudo, os móveis inéditos e demais bens foram cedidos, impossibilitando a efetuação do projeto. 

## Curiosidades da Casa
- Sua mãe comprou a casa logo após vender a antiga casa da família no Lago do Paiçandu; [17]

- Mario viveu na casa até sua morte, em 1945; [17]
- Para Mario, a casa além de ser um espaço reservado para sua intimidade pessoal, era um local onde ele recebia amigos para comemorações e festas. Portanto, a casa tinha um forte caráter social. Ela estava sempre cheia, assim como Mario gostava;  [17]
- Foi próprio Mario de Andrade quem desenhou os móveis da biblioteca e do seu escritório. O trabalho de Bruno Paul lhe serviu de inspiração. Os dois se conheceram em uma revista de arte da Alemanha. A residência é mencionada pelo autor em suas poesias frequentemente. [17]